# Bochum Challenger
Il Bochum Challenger è stato un torneo professionistico di tennis giocato su campi in terra rossa. Faceva parte dell'ATP Challenger Series. Si giocava annualmente a Bochum in Germania.

## Albo d'oro

### Singolare
| Anno | Campione        | Finalista      | Punteggio     |
| ---- | --------------- | -------------- | ------------- |
| 1994 | Hernán Gumy     | Lars Koslowski | 3–6, 6–3, 6–1 |
| 1993 | Mikael Pernfors | Sergio Cortés  | 6–4, 0–6, 6–2 |

### Doppio
| Anno | Campioni                      | Finalisti                         | Punteggio     |
| ---- | ----------------------------- | --------------------------------- | ------------- |
| 1994 | Grant Doyle Michael Tebbutt   | Andrew Florent Aleksandar Kitinov | 4–6, 7–6, 7–6 |
| 1993 | Marten Renström Joost Winnink | Jon Ireland Andrew Kratzmann      | 6–3, 2–6, 7–5 |